# Eupyra distincta
Eupyra distincta är en fjärilsart som beskrevs av Rothschild 1912. Eupyra distincta ingår i släktet Eupyra och familjen björnspinnare. Inga underarter finns listade i Catalogue of Life.